# Dreieck Hamburg-Südwest
Het is een knooppunt in het zuiden van de stad en Duitse deelstaat Hamburg. 
Op dit onvolledig knooppunt sluit A261 vanaf de Buchholzer Dreieck aan op de A7 Deense grens ten noordwesten van Flensburg. De A7 loopt verder naar de Oostenrijkse grens ten zuidoosten van Füssen.

## Richtingen knooppunt
| Aansluitende wegen | Aansluitende wegen | Aansluitende wegen                           | Aansluitende wegen | Aansluitende wegen |
| ------------------ | ------------------ | -------------------------------------------- | ------------------ | ------------------ |
|                    |                    | richting Luchthaven Hamburg Kiel / Flensburg |                    |                    |
|                    |                    |                                              |                    |                    |
|                    |                    |                                              |                    |                    |
|                    |                    |                                              |                    |                    |
|                    |                    | richting Tötensen / Bremen                   |                    | richting Hannover  |